# Lokneja
Lokneja (vitryska: Локнея) är ett vattendrag i Belarus.   Det ligger i voblasten Minsks voblast, i den centrala delen av landet, 100 km söder om huvudstaden Minsk.
Trakten runt Lokneja består till största delen av jordbruksmark. Runt Lokneja är det ganska tätbefolkat, med 58 invånare per kvadratkilometer.